# Jan Goldstein
 (août 2016).
Si vous disposez d'ouvrages ou d'articles de référence ou si vous connaissez des sites web de qualité traitant du thème abordé ici, merci de compléter l'article en donnant les références utiles à sa vérifiabilité et en les liant à la section « Notes et références ».
Jan Ellen Goldstein (né en 1946) est une historienne intellectuelle américaine spécialisée dans l'Europe moderne. Elle est professeur d'histoire à l'université de Chicago, et co-éditrice de la Revue d'Histoire Moderne.

## Scolarité
Goldstein a obtenu son doctorat à l'université de Columbia en 1978. Ses intérêts académiques comprennent:
- Culture intellectuelle française et histoire culturelle du 18e au 20e siècles
- Histoire des sciences de l'homme (de la psychiatrie et de la psychanalyse)
- Conception philosophique de l'individualisme et de l'autonomie
- Histoire de la méthodologie

Ses livres incluent Console and Classify, sur la naissance et le développement de la profession psychiatrique en France dans le XIXe siècle, pour laquelle elle est devenue un classique dans son domaine. Plus récemment, Goldstein publié Post-Revolutionary Self: Politics and Psyche in France, 1750-1850, qui retrace la concurrence entre plusieurs écoles françaises de psychologie philosophique qui rivalisaient pour remplacer le Sensationnalisme à la fin du XVIIIe siècle.
Elle a également travaillé en tant que rédactrice sur un volume de l’œuvre de l'université de Chicago Readings in Western Civilization series, 19th Century Europe: Liberalism and its Critics, une collection de documents utilisés dans les cours d'histoire de la civilisation européenne de son collège.

## Autres activités
Elle est depuis 1996 co-rédactrice en chef de la Revue d'Histoire Moderne, la revue intellectuelle anglaise culturelle et politique de l'histoire de l'Europe Moderne. Le poste est partagé par l'université de Chicago avec l'historien John W. Boyer.
Goldstein était un nommé boursière de Guggenheim en 1992. En 2010, elle a été nommée membre de l'Académie Américaine des Arts et des Sciences.
Elle a été élue présidente de l'American Historical Association pendant deux ans, en 2014-2015.

## Publications
- Hysteria Complicated by Ecstasy: The Case of Nanette Leroux (Princeton University Press, 2010).
- The Post-Revolutionary Self: Politics and Psyche in France, 1750-1850 (Harvard University Press, 2005).
- Console and Classify: The French Psychiatric Profession in the Nineteenth Century. (Cambridge University Press, 1987)  French translation, 1997.  2nd ed. with new afterword (University of Chicago Press, 2001).
- "Of Marx and Marksmanship: Reflections on the Linguistic Construction of Class in Some Recent Historical Scholarship," Modern Intellectual History, 2 (2005): 87-107.
- "Bringing the Psyche into Scientific Focus: A Political Account," in Theodore Porter and Dorothy Ross, eds., The Cambridge History of Science, vol. 7: The Modern Social Sciences (Cambridge University Press, 2003), p. 131–153.
- "The Case History in Historical Perspective: Nanette Leroux and Emmy von N.," in Muriel Dimen and Adrienne Harris, eds., Storms in Her Head: Freud and the Construction of Hysteria (New York: Other Press, 2001), p. 143–67.
- "The Future of French History in the United States: Unapocalyptic Thoughts for the New Millennium," French Historical Studies 24:2 (Winter 2001): 1-10.
- "Mutations of the Self in Old Regime and Post-Revolutionary France: From Ame to Moi to Le Moi," in Lorraine Daston. ed., Biographies of Scientific Objects (University of Chicago Press, 2000), p. 86–116.
- "Framing Discipline with Law: Problems and Promises of the Liberal State," The American Historical Review 98:2 (April  1993): 364-375.
- "The Hysteria Diagnosis and the Politics of Anticlericalism in Late Nineteenth-Century France," The Journal of Modern History  Vol. 54, No. 2, June 1982.